# Мерве Болугур
Мерве Болугур (тур. Merve Boluğur) — турецька акторка, модель співачка, блогер.
Прославилася завдяки ролі Айшегюль Ялчин в серіалі «Маленькі таємниці» (тур. Küçük Sırlar). Також відома за роллю в серіалі Брати (тур. Kuzey Güney) та роллю Валіде Нурбану Султан у «Величне століття» (тур. Muhteşem Yüzyıl). Є обличчям багатьох світових брендів.
Останні роки активно займаеться блогерською діяльністю, розвиває власний Ютуб - канал.

## Біографія
Народилася 16 вересня 1987 року в Стамбулі в родині Ердогана та  Нехри Болугур.
Мерве навчалася акторській майстерності у центрі мистецтв імені Мюждата Гезена, знімалася в рекламі, кліпах.

## Кар'єра
У 2010 році доля дарувала їй щасливий квиток, коли режисер Тимур Савджі затвердив її на роль стервозної красуні Айшегюль Ялчин в своєму серіалі «Маленькі таємниці». Успіх цієї ролі був величезним, Болугур прокинулася відомою. Серіал був нагороджений багатьма преміями, серед яких була й нагорода за найкращу жіночу роль, яка дісталася Мерве. Наступною значною роллю для неї стала роль Зейнеп у серіалі "Брати" ("Кузей Гюней"). Цікаво, що акторка була однією з претенденток на головну роль у новій екранізації роману Решада Нурі Гюнтекіна Корольок - пташка співоча (серіал, 2013). Її друг та партнер за «Маленькими Таємницями», актор Бурак Озчивіт привів дівчину на проби. Роль Феріде їй отримати так і не вдалося, однак продюсер Тимур Савджі запропонував їй іншу, не менш яскраву. Так Мерве зіграла Нурбану Султан. Однією з останніх ролей Мерве стала роль Нурбану Султан в відомому на весь світ "Величному Столітті". Акторка є обличчям Maybelline New York. Займалася розробкою та розкруткою власного косметичного бренду під лейблом #mervebolugur.

## Особисте життя
24 серпня 2015 року акторка вийшла заміж за відомого турецького музиканта та виконавця Мурата Далкилича. У 2017 році пара розлучилася.
02.10.2022 року Мерве Болугур та Мерт Айдин одружилися. Їх шлюб тривав 40 днів,потім вони розлучилися. Туреччині.

## Фільмографія
| Рік        | Назва                       | Оригінальна назва           | Роль                        |
| ---------- | --------------------------- | --------------------------- | --------------------------- |
| 2006       | Келоглан проти Карапренса   | Keloğlan Kara Prens'e Karşı | Біргюль                     |
| 2007       | Починаюча відьма            | Acemi cadi                  | Айшегюль                    |
| 2007       | Знову кохання               | Aşk yeniden                 | Ейлюль                      |
| 2008       | Прощавай Гюзін              | Hoşga kal Guzin             | Бахар                       |
| 2010 -2011 | Маленькі таємниці           | Kuçuk sırlar                | Айшегюль Ялчин              |
| 2011 -2013 | Брати                       | Kuzey Guney                 | Зейнеп Чичек                |
| 2013       | Величне століття. Роксолана | Muhteşem Yüzyıl             | Хасекі Афіфе Нурбану Султан |
| 2017       | "Буря всередині мене"       | Icimdeki Furtuma            | Езгі Кара - Бадемлі         |

### Дискографія
- 2016 "Boya Gitsin" (feat. Murat Dalkılıç)
- 2022 Şşşşttt

## Цікаві факти
- У 2013 році випустила власну колекцію одягу.
- Займається кікбоксингом.
- Улюблений актор - Джек
- Має песика на кличку Чіко (порода Ши-цу).
- В одязі надає перевагу чорному кольору.
- Головні еталони краси - мама та Мерлін Монро.

## Ютуб-канал
В листопаді 2020 року акторка оголосила про відкриття свого ютуб-каналу [Архівовано 6 грудня 2020 у Wayback Machine.]
6 грудня був створений канал під назвою Merve olmak (укр. Бути Мерве)

От як про початок блогерської діяльності акторки, та про сам канал висловився один ресурс:
«Відома акторка оголосила в соціальних мережах про приєднання до спільноти Ютуб. Мерве Болугур повідомила, що редагування першого відео продовжуєтся і що цей процес є дуже хвилюючим для неї. Вона також стисло повідомила нас про зміст каналу говорячи: " Ви побачите Мерве, а не Мерве Болугур в соцмережах". Зазвичай, ми думаємо що гарна акторка, зніматиме смішні ролики про своє життя, інтереси та подорожі. Вона привернула нашу увагу назвою "Бути Мерве" та малюнком губ в червоній помаді який ототожнюється з нею в візуальному зображенні, яке вона часто використовує в соцмережах. Очікується, що найблищим часом вийде перше відео. Нам дуже подобається канал Мерве Болугур на Ютуб і ми віримо, що вона досягне успіху на цьому каналі. Бажаємо Вам удачі.» 

Станом на червень 2022 року канал нараховує більше як 50 тисяч підписників.
8 червня 2022 року Мерве Болугур опублікувала на своєму каналі свій перший сольний сингл під назвою "şşşşşşttttt". До цього вона вже сробувала свої сили як співачка у 2016 році, коли разом з колишнім чоловіком Муратом Далкиличем випустила спільний сингл 'boya gıtsın', який увійшов до альбому співака.